# Tim Berra

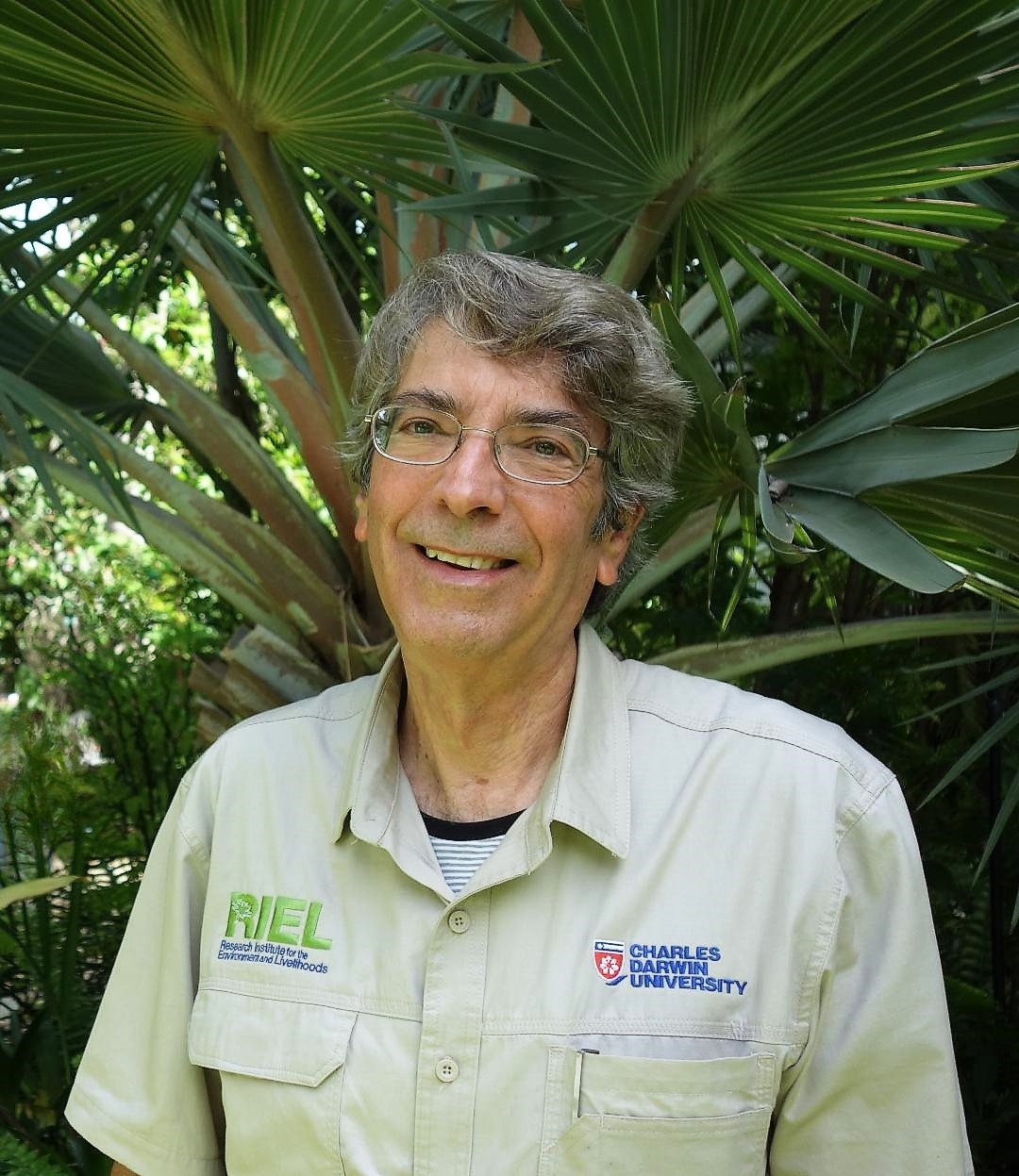
Tim Berra, 2022

Tim M. Berra (* 31. August 1943) ist ein emeritierter Professor für Evolution, Ökologie und Biologie an der Ohio State University in den Vereinigten Staaten.
Berra erhielt drei Fulbright-Stipendien nach Australien (1969, 1979 und 2009) und lehrte an der Universität von Papua-Neuguinea, bevor er 1972 an die Ohio State University wechselte. 1992 wurde er Gastprofessor an der Universität von Concepcion in Chile, 1996 Gastprofessor an der University of Otago in Neuseeland. In den letzten 40 Jahren verbrachte er mehr als 8 Jahre für Feldforschung in Australien.
Dr. Berra ist Mitglied des Verwaltungsrates der American Society of Ichthyologists and Herpetologists und Autor von über 75 wissenschaftlichen Veröffentlichungen und 6 Büchern.

## Werke
- 1990 – Evolution and the Myth of Creationism: A Basic Guide to the Facts in the Evolution Debate
- 1998 – A Natural History of Australia
- 2007 – Freshwater Fish Distribution
- 2009 – Charles Darwin: The Concise Story of an Extraordinary Man[2]